# Клео (певица)
Йоанна Кристина Клѐпко (на полски: Joanna Krystyna Klepko), по-известна под артистичния си псевдоним Клео (на полски: Cleo), е полска певица и текстописка.

## Биография и кариера
Родена е на 25 юни 1983 година във Варшава.
Получава магистратура по зелена архитектура в столичен университет. Била е член на госпъл хора „Soul Connection“. Обвързана е също така с хип-хоп средите. Взема участие в първото издание на музикалния конкурс „Студио Гараж“, където заема първо място в категория ритъм енд блус. Работила е съвместно с известни имена от полската сцена, сред които Пезет, Онар, Пих, Рамона 23, Ендефис и др.
От 2013 година работи съвместно с Донатан. На 25 февруари 2014 година от полската национална телевизия обявяват, че именно двамата ще представят Полша на „Евровизия 2014“.

## Любопитно
Ползва се с репутацията на специалист в областта на компютърната графика. Сред интересите ѝ са фотографията, танците и модния дизайн.